# Радиовещание во Франции
Радиовещание — одно из основных средств массовой информации и организации досуга населения. Ведётся с 1921 года. 

## Внутригосударственное вещание метрополии
- В 1921-1940 гг. радиовещание в стране велось:
  - общественным учреждением «Управление французского радиовещания и телевидения»
    - в 1921-1924 гг. - по программе «Радио Тур Эйффель»;
    - в 1924-1934 гг. - по программам «Радио Тур Эйффель», «Радио ПТТ» и нескольким местным программам;
    - в 1934-1940 гг. - по программам «Радио Пари», «Радио Тур Эйффель», «Радио ПТТ» и нескольким местным программам;

  - частными компаниями (Французской радиовещательной компанией в 1924-1934 гг. по программе «Радио Пари», «Ле Пост Паризьен», «Национальная радиовещательная компания» по программе «Радио Сите», «Современная радиовещательная компания» по программе «Радио 37», «Пост де Иль-де-Франс», «Эмиссьон Радио Норманди» по областной программе «Радио Норманди», «Радио Лион Эмиссьон» по областной программе «Радио Лион», «Радио Сю-Уэст», «Радиофони дю Миди» по областной программе «Радио Тулуз», Лангедокской компанией ТСФ по областной программе «Радио Монпелье», «Ля Радиодиффузьон Меридиональ» по местной программе «Радио Ним»), а также генеральным советом департамента Ло и Гаронна (по местной программе «Радио Ажен»)[1]
- В 1940-1981 гг. радиовещание в стране велось только государственными организациями
  - В 1940—1975 гг. — общественным учреждением «Управление французского радиовещания и телевидения»;
    - в 1940-1946 гг. - по одной центральной и нескольким местным программам;
    - в 1946-1947 гг. - по национальной программе, парижской программе и нескольким местным программам;
    - в 1947-1954 гг. - по национальной программе, парижской программе, программе «Пари Энтер» и нескольким местным программам;
    - в 1954-1963 гг. - по национальной программе, парижской программе, программе «Пари Энтер», программе в частотной модуляции и нескольким местным программам
    - в 1963-1971 гг. - по центральным программам «Франс Энтер», «Энтер Пари-Иль-де-Франс», «Франс Кюльтюр» и «Франс Мюзик» и местным программам;
    - в 1971-1975 гг. - по центральным программам «Франс Энтер», «Франс Энтер Пари», «Франс Кюльтюр» и «Франс Мюзик» и местным программам;

  - в 1975—1981 гг. — национальной компанией «Радио Франс»[2]  по центральным программам «Франс Энтер», «Франс Энтер Пари», «Франс Кюльтюр», «Франс Мюзик» и национальной компанией «Франс Регион 3» по нескольким местным программам, а также вело местные передачи по программе «Франс Энтер Пари»
- с 1981 года радиовещание осуществляется:
  - национальной компанией «Радио Франс» по центральным программам «Франс Энтер», «Франс Энтер Пари», «Франс Кюльтюр», «Франс Мюзик», а также 
    - в 1981-1987 гг. - по специализированным программам «Радио 7» и «Радио Блю» и местным программам;
    - в 1987-2000 гг. - по специализированным программам «Франс Энфо» и «Радио Блю» и местным программам;
    - с 2000 года - по специализированным программам «Франс Энфо» и «Франс Блю»;

  - частными радиокомпаниями.

## Внутреннее радиовещание заморских территорий
В заморских территориях и заморских департаментах радиовещание в 1945—1954 и 1964—1975 гг. велось общественным учреждением «Управление французского радиовещания и телевидения» (по одной программе в каждой из заморских территорий и в каждом из заморских департаментов), в 1954—1969 гг. — национальной компанией «Управление радиовещательного сотрудничества» (по одной программе в каждой из заморских территорий и в каждом из заморских департаментов), в 1975—1982 гг. — национальной компанией «Франс 3» (по одной программе в каждой из заморских территорий и в каждом из заморских департаментов), с 1982 года — национальной компанией «Ля Премьер» (по одной программе в каждой из заморских территорий и в каждом из заморских департаментов).

## Радиовещание на заграницу
Радиовещание на заграницу в 1938—1975 гг. велось общественным учреждением «Управление французского радиовещания и телевидения», в 1975—1982 гг. — национальной компанией «Радио Франс», в 1982—2011 гг. — национальной компанией Радио Франс Энтернасьональ, с 2011 года — национальной компанией «Франс Медиа Монд».